# Survivor Series (2000)
Survivor Series 2000 est le quatorzième Survivor Series, pay-per-view annuel de catch produit par la World Wrestling Entertainment. Il s'est déroulé le 19 novembre 2000 au Ice Palace de Tampa, Floride.
En France, cet évènement a fait l'objet d'une diffusion sur Canal+.

## Résultats
- Steve Blackman, Crash Holly et Molly Holly def. T & A (Test et Albert) et Trish Stratus dans un Six Person Mixed Tag match (5:00)
  - Molly a effectué le tombé sur Trish après un Sunset Flip du haut de la troisième corde.
- (4 contre 4) Survivor Series match: The Radicalz (Chris Benoit, Dean Malenko, Eddie Guerrero et Perry Saturn) (w/Terri) def. D-Generation X (Billy Gunn, Road Dogg, Chyna) et K-Kwik (12:43)

| Élimination # | Catcheur                                | Équipe                                  | Éliminé par                             | Manière                                 | Temps                                   |
| ------------- | --------------------------------------- | --------------------------------------- | --------------------------------------- | --------------------------------------- | --------------------------------------- |
| 1             | Chyna                                   | DX                                      | Perry Saturn                            | Tombé après un coup de ceinture IC      | 2:25                                    |
| 2             | Eddie Guerrero                          | Radicalz                                | Billy Gunn                              | Tombé après un Sleeper slam             | 5:53                                    |
| 3             | K-Kwik                                  | DX                                      | Chris Benoit                            | Tombé sur une German Suplex             | 7:11                                    |
| 4             | Road Dogg                               | DX                                      | Perry Saturn                            | Tombé avec une Northern Lights Suplex   | 8:41                                    |
| 5             | Dean Malenko                            | Radicalz                                | Billy Gunn                              | Tombé après un Fameasser                | 10:40                                   |
| 6             | Billy Gunn                              | DX                                      | Chris Benoit                            | Tombé en contrant une Suplex            | 12:43                                   |
| Survivants:   | Chris Benoit et Perry Saturn (Radicalz) | Chris Benoit et Perry Saturn (Radicalz) | Chris Benoit et Perry Saturn (Radicalz) | Chris Benoit et Perry Saturn (Radicalz) | Chris Benoit et Perry Saturn (Radicalz) |
- Kane def. Chris Jericho (12:32) 
  - Kane a effectué le tombé sur Jericho après un Chokeslam.
- William Regal def. Hardcore Holly pour conserver le WWF European Championship (5:43)
  - Holly était disqualifié après avoir frappé Regal avec la ceinture EU.
- The Rock def. Rikishi (11:19)
  - Rock a effectué le tombé sur Rikishi après un People's Elbow.
  - Après le match, Rikishi a porté 1 Superkick et 4 Banzai Drops sur The Rock. Entre les 2 derniers Banzai Drop, Rikishi a frappé 2 arbitres.
- Kurt Angle def. The Undertaker pour conserver le WWF Championship (16:12) 
  - Kurt a effectué le tombé sur Undertaker avec un roll-up
  - Cette fin est survenue quand le frère de Kurt, Eric Angle (qui était sous le ring) changeait de place avec Kurt et recevait à sa place le Last Ride de l'Undertaker. L'arbitre Earl Hebner a compté jusqu'à et stoppait le décompte après avoir réalisé que ce n'était pas Kurt Angle. Kurt ensuite courait et revenait d'en dessous du ring pour effectuer un roll up sur l'Undertaker et l'emporter.
- (4 contre 4) Survivor Series match: The Dudley Boyz (Bubba Ray et D-Von) et The Hardy Boyz (Matt et Jeff) def. Edge et Christian et The Right To Censor (Bull Buchanan et The Goodfather) (10:05)

| Élimination # | Catcheur                    | Équipe                      | Éliminé par                 | Manière                                            | Temps                       |
| ------------- | --------------------------- | --------------------------- | --------------------------- | -------------------------------------------------- | --------------------------- |
| 1             | Matt Hardy                  | Hardyz/Dudleyz              | Edge                        | Tombé après un Edge-o-matic                        | 3:59                        |
| 2             | D-Von Dudley                | Hardyz/Dudleyz              | Christian                   | Tombé après un Impaler                             | 5:10                        |
| 3             | Bull Buchanan               | RTC/Edge & Christian        | Bubba Ray Dudley            | Tombé après un Spear accidentel de la part de Edge | 7:32                        |
| 4             | Edge                        | RTC/Edge & Christian        | Bubba Ray Dudley            | Tombé après un Splash                              | 8:06                        |
| 5             | Bubba Ray Dudley            | Hardyz/Dudleyz              | The Goodfather              | Tombé après un Death Valley Driver                 | 8:40                        |
| 6             | Christian                   | RTC/Edge & Christian        | Jeff Hardy                  | Tombé après une Swanton Bomb                       | 9:39                        |
| 7             | The Goodfather              | RTC/Edge & Christian        | Jeff Hardy                  | Tombé                                              | 10:05                       |
| Survivant:    | Jeff Hardy (Hardyz/Dudleyz) | Jeff Hardy (Hardyz/Dudleyz) | Jeff Hardy (Hardyz/Dudleyz) | Jeff Hardy (Hardyz/Dudleyz)                        | Jeff Hardy (Hardyz/Dudleyz) |
- - Les 4 membres de Right To Censor attaquèrent Jeff Hardy mais son frère Matt et les Dudley Boys arrivèrent, les frappèrent et ont terminé en mettant 2 des Right To Censor chacun sur une table pour faire une Double leg drop de Jeff Hardy depuis la 3e corde et un Powerbomb de Bubba Ray Dudley depuis la 3e corde.
- Steve Austin a combattu Triple H pour un match nul dans un No DQ match (25:10)
  - Le match s'arrêta quand Triple H s'en alla à l'extérieur de l'arène dans une voiture, suivi par Austin. Austin souleva la voiture avec Triple H à l'aide d'un chariot élévateur et la laissa retomber laissant Triple H pour mort.